# Diecezja Hamilton (Nowa Zelandia)
Diecezja Hamilton – diecezja Kościoła rzymskokatolickiego na Wyspie Północnej Nowej Zelandii. Oficjalnie nazywa się „diecezją Hamilton w Nowej Zelandii”, dla odróżnienia od noszących tę samą nazwę diecezji w Kanadzie i na Bermudach. Została erygowana 6 marca 1980 roku na terytorium należącym wcześniej do archidiecezji Wellington.